# Cindy Swanepoel
Cindy Swanepoel es una actriz sudafricana, conocida por su actuación en las series Generations, Binnelanders y Egoli: Place of Gold.

## Biografía
Swanepoel nació el 15 de diciembre de 1981 en Krugersdorp, Transvaal, Sudáfrica y se crio en Pretoria. Durante sus años de secundaria, vivió en Ciudad del Cabo y se matriculó en Durbanville High School. En 2003 obtuvo su licenciatura en Drama de la Universidad de Stellenbosch.

## Carrera profesional
Debutó como actriz en la producción teatral Circles in a Forest dirigida por Marinda Engelbrecht. El espectáculo se realizó en el Artscape Theatre de Ciudad del Cabo. En 2004, la producción también se realizó en el Festival Nacional de Artes de Klein Karoo. En 2005, se mudó de Ciudad del Cabo a Johannesburgo, debutando en televisión en la serie Egoli: Place of Gold como July. Posteriormente, actuó en varias producciones teatrales como Houtkruis dirigida por Elzette Maarschalk en 2008 y Stephen van Niekerk en 2011. Luego se unió a las producciones The Crucible dirigida por Alby Michaels.
Participó en series de televisión The Mating Game, 90 Plein Street, Skeletons in the Closet Laugh out Loud y Proes Street y las telenovela, 7th Avenue, Villa Rosa y Generations. Luego actuó en la serie kykNET, Sterlopers.
En 2010, interpretó el papel de 'Chrystal' en la película Getroud Met Rugby. Más tarde, la película se expandió a una serie de televisión en kykNET. También protagonizó las películas Nation's Garage, The Street's Bull y Ballad for a Single. En 2011, fundó la productora 'Pôkô Events and Productions' junto a dos socios, en gran medida orientada a las producciones de teatro infantil. En 2013 protagonizó Curl Up and Dye, dirigida por la letrista Sue Pam-Grant. En 2015 se unió al elenco de la telenovela Binnelanders como 'Annelize Roux'. Desde 2016, se convirtió en miembro regular de la serie.

### Obras de teatro
- Kringe in ŉ Bos
- ŉ Tyd om Lief te Hê
- Houtkruis: Die Musical
- Dalliances
- The Crucible
- Curl up and Dye
- My Boetie se Sussie se Ou
- Equus
- Drif
- Mysterious Skin

## Filmografía
| Año  | Título       | Personaje                  | Tipo                 | Ref. |
| ---- | ------------ | -------------------------- | -------------------- | ---- |
| 2020 | Binnelanders | Dra. Annelize Roux- Koster | Series de televisión |      |
| 2020 | Proesstraat  |                            | Series de televisión |      |